# Niels Christian Andersen
Niels Christian Andersen (født i Søborg 23. november 1964) blev i 1987 kørelærer og startede køreskolen Tip Top Trafik i 1990. Niels Christian Andersen har medvirket i flere tv-programmer, 48 timer, Danmarks værste billist 2004 og 2005 som dommer og i DR-programmet Rapporten. Niels Christian Andersen er ofte brugt i nyhedsprogrammer om diverse færdselsreleterede emner. Niels Christian Andersen har siden sin start i køreskolebranchen opstartet flere firmaer: Køreteknisk anlæg sjælland, Trafikførstehjælp og Tip Top Auto.